# Huidademhaling
Huidademhaling is een vorm van ademhaling via de huid. De huid van sommige dieren, waaronder salamanders, is vaak zo dun dat deze dieren zuurstof uit de lucht of water kunnen onttrekken via de huid in plaats van via hun longen.